# Ato Institucional n.º 6
O Ato Institucional Número Seis (AI-6) foi editado em 1º de fevereiro de 1969 pelo presidente Costa e Silva e publicado no Diário Oficial em 3 de fevereiro de 1969.
Sua edição foi para reduzir de 16 para 11 o número de ministros do Supremo Tribunal Federal (STF). Foram aposentados compulsoriamente Antônio Carlos Lafayette de Andrada e Antônio Gonçalves de Oliveira, que haviam se manifestado contra a cassação de outros ministros do tribunal.
O ato estabeleceu também que os crimes contra a segurança nacional seriam julgados pela Justiça Militar e não pelo STF.
Em 7 de fevereiro, 33 cassações, entre elas de 11 deputados da Arena. Seguiu-se nova lista no dia 16.

## Signatários
O ato institucional foi assinado, na ordem em que os nomes aparecem no documento oficial, por:
- Costa e Silva
- Luís Antônio da Gama e Silva
- Augusto Rademaker
- Aurélio de Lira Tavares
- José de Magalhães Pinto
- Antônio Delfim Netto
- Mário Andreazza
- Ivo Arzua Pereira
- Tarso Dutra
- Jarbas Passarinho
- Márcio de Sousa Melo
- Leonel Tavares Miranda de Albuquerque
- Antônio Dias Leite Júnior
- Edmundo de Macedo Soares e Silva
- Hélio Beltrão
- José Costa Cavalcanti
- Carlos Furtado de Simas